# 圣安东尼奥-杜雅尔丁
圣安东尼奥-杜雅尔丁是巴西圣保罗州的一个市镇。总面积109.449平方公里，总人口5743人，人口密度52.5人/平方公里。